# Strategieplanungs- und Frühwarneinheit
Die Strategieplanungs- und Frühwarneinheit (englisch Policy unit, französisch Unité politique) ist Bestandteil der Gemeinsamen Außen- und Sicherheitspolitik (GASP) der EU-Staaten.

## Gründe
Der Grund zur Etablierung dieser Einheiten war die Kohärenz der Gemeinsamen Außen- und Sicherheitspolitik, die unabdingbar von der Reaktion der Mitgliedstaaten auf internationale Entwicklungen abhängt. Zurzeit (2009) stehen der Einheit folgende übergeordnete Personen vor:
- Helga Maria Schmid als Direktorin
- Alfredo Conte
- Richard Crowder
- Michael Doczy
- Elisabetta Pietrobon
- Tania von Uslar-Gleichen

## Funktion
Die Strategieplanungs- und Frühwarneinheit überwacht und analysiert nach dem Anhang des Amsterdamer Vertrages die Entwicklungen in den Bereichen der GASP. Sie beurteilt die außen- und sicherheitspolitischen Interessen der Europäischen Union und ermittelt entsprechend künftige Schwerpunkte der GASP. Zudem  bewertet sie rechtzeitig Ereignisse oder Situationen, die die Außenpolitik der EU tangieren könnten und arbeitet Dokumente, Begründungen und Optionen aus. Das Personal stellt das Generalsekretariat, die Kommission und die Mitgliedsstaaten.